# Isländische Initiative zu modernen Medien
Die Icelandic Modern Media Initiative (deutsch Isländische Initiative zu modernen Medien) ist ein Gesetzespaket in Island, das darauf abzielt, günstige juristische Voraussetzungen für investigativen Journalismus und Pressefreiheit im digitalen Zeitalter zu schaffen und Mediengesetze aus anderen europäischen Staaten und den USA zusammenfassend zum Vorbild nimmt. Die Initiative wird getragen vom International Modern Media Institute (IMMI).

## Entstehung
Der Zündfunke kam unter anderem von der Enthüllungsplattform WikiLeaks, die auf der Insel durch Enthüllungen zur isländischen Bankenkrise 2009 große Bekanntheit erreichte. Hintergrund war die Erfahrung der Isländer im Umgang ihrer Banken mit WikiLeaks. Wikileaks veröffentlichte geheime Dokumente der Kaupthing Bank, woraufhin die Bank mit Prozessen drohte. Als Folge bildete sich eine neue Öffentlichkeit zugunsten von Whistleblowing und Informationsfreiheit im Internet. Den Isländern blieb in Erinnerung, dass durch die Wikileaks-Veröffentlichung die Misswirtschaft in den isländischen Banken eher noch bekannter wurde. Sie beschäftigten sich intensiv mit den weltweit bestehenden Rechtssystemen zum Schutz der Online-Medien.
Eine Gruppe innerhalb des isländischen Parlaments entwickelte in Zusammenarbeit mit Julian Assange, Kristinn Hrafnsson, Daniel Domscheit-Berg, Jacob Appelbaum und anderen Mitarbeitern von WikiLeaks erste Vorschläge, die Anfang 2010 der Öffentlichkeit präsentiert wurden. Die IMMI wurde von Abgeordneten aus allen Parteien unterstützt, die im isländischen Parlament vertreten waren. 19 von insgesamt 63 Parlamentariern gehörten zu den Erstunterstützern des Vorschlags. Mit der Zustimmung des Parlaments im Juni 2010 konnte folglich mit der Umsetzung dieser Vorschläge in Gesetze begonnen werden.
Unter den Vorschlägen befindet sich auch ein „ultra-modernes“ Informationsfreiheitsgesetz, das auf den Vorgaben des Europarates und der Organisation Amerikanischer Staaten (OAS) aufgebaut ist und Elemente der Informationsgesetze in Estland, Schottland, des Vereinigten Königreiches (UK) und Norwegen als auch der Aarhus-Konvention enthält.
Im April 2011 wurde das erste von insgesamt dreizehn Mediengesetzen verabschiedet.[veraltet] Es war geplant, das Gesetzespaket bis Mitte 2012 fertigzustellen, wobei Richtlinien der Europäischen Union beachtet werden mussten, da sich Island seit Juli 2010 in Beitrittsverhandlungen befand. Das Europäische Parlament äußerte sich in diesem Zusammenhang positiv über die neue Mediengesetzgebung.

## Inhalt
Verabschiedet werden soll eine neue Medienordnung, die investigativen Online-Journalismus besonders schützt. Der IMMI-Vorschlag umfasst mehrere Punkte:
Zunächst soll ein weitgehender Schutz von Whistleblowing-Handlungen eingeführt werden, sofern diese im öffentlichen Interesse wichtige Informationen veröffentlichen. Journalistische Quellen sollen auch vor gerichtlichem Zugriff geschützt werden; hier weicht das derzeitige isländische Recht zentral von Vorgaben insbesondere der Europäischen Menschenrechtskonvention ab. Die Kommunikation zwischen Journalisten und ihren Quellen sowie die interne Kommunikation in den Redaktionen werden künftig in Island stärker geschützt. Das isländische Gesetz über die Vorratsdatenspeicherung steht dieser Intention jedoch noch entgegen. Vorbilder für die kommende isländische Gesetzgebung sind  hier der False Claims Act und der Military Whistleblower Protection Act aus dem United States Code der Vereinigten Staaten.
Geschützt werden sollen Journalisten ebenfalls vor dem Libel Tourism, das heißt insbesondere vor Versuchen, mit hohem Kostenaufwand verbundene Verleumdungsprozesse vor restriktiven, etwa britischen Gerichten geltend zu machen. Entsprechende Entscheidungen aus Großbritannien sollen nicht mehr durchgesetzt werden, sofern sie den isländischen verfassungsrechtlichen Schutz der Meinungsfreiheit verletzen.
Geändert werden sollen auch die Regeln für die Haftung von Internetserviceprovidern, insbesondere was die Immunität für Access- und Host Provider angeht; künftig sollen Provider als reine Datentransporteure Schutz vor Klagen von Rechteinhabern genießen.
Kritisch wird die Rechtsprechung des Europäischen Gerichtshofs für Menschenrechte gesehen. Die Kritiker werfen dem Gerichtshof vor, eine „überaltete“ Rechtsprechung zu Online-Archiven zu rechtfertigen. Hiernach soll es britischen Gerichten erlaubt sein, auch noch nach Jahren die Veröffentlichung von Materialien in Online-Archiven zu verbieten; ein archivierter Artikel gilt dort bei Aufruf durch den Internet-User als neu publiziert.
In Anlehnung an die sogenannte Anti-SLAPP-Gesetzgebung in Kalifornien sind prozedurale Schutzmechanismen gegen einstweilige Verfügungen vorgesehen, die als eine Unterminierung der Meinungsfreiheit angesehen werden. Demnach soll es Klägern verboten werden, durch einstweilige Verfügungen die Publikation kritischer Artikel zu verhindern.